# Erythroxylum hondense
Erythroxylum hondense är en tvåhjärtbladig växtart som beskrevs av Carl Sigismund Kunth. Erythroxylum hondense ingår i släktet Erythroxylum och familjen Erythroxylaceae. Inga underarter finns listade i Catalogue of Life.